# ملدولا
ملدولا (بالإيطالية: Meldola)‏ هي بلدية في مقاطعة فورلي تشيزينا في إقليم إميليا رومانيا الإيطالي.

## السكان
في سنة 1861 بلغ عدد السكان 7٬430 نسمة، وتطور العدد ليصل في سنة 2011 لـ 10٬000 نسمة.
يظهر هذا المخطط البياني تطور النمو السكاني لـ ملدولا

## توأمة
لملدولا اتفاقيات توأمة مع:
- فولفهاغن

## أعلام
- ألبيرتو زاكيروني
- فابيو لومباردي
- فيليس أورسيني
- إنريكو لومباردي